# Kuno Böge

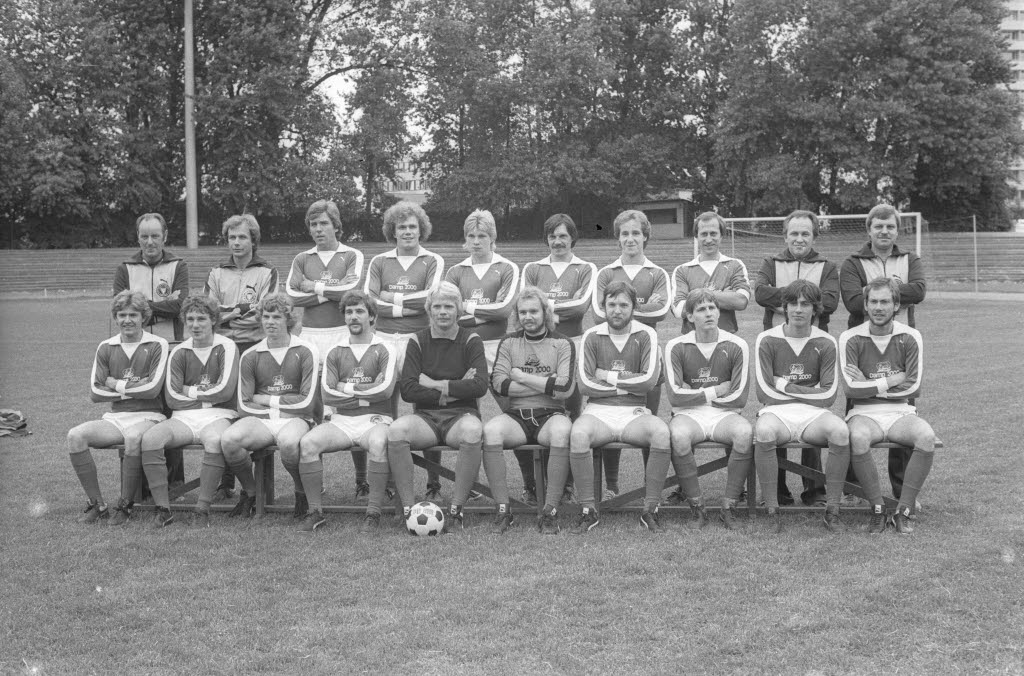
Kuno Böge (hintere Reihe, ganz links) in der Saison 1978/79 als Trainer von Holstein Kiel

Kuno Böge (* 10. August 1926; † 2007 in Lägerdorf) war ein deutscher Fußballtrainer.

## Leben
Böges Heimatverein war der TSV Lägerdorf, für den er als Torwart spielte.
1961 übernahm Böge das Traineramt beim TSV Lägerdorf. Von 1969 bis 1971 saß er beim Itzehoer SV (Regionalliga) auf der Trainerbank, trat mit der Mannschaft in der Oberliga Nord an und führte den ISV unter anderem zum Gewinn des schleswig-holsteinischen Landespokalwettbewerbs. Ab 1971 betreute er den BSC Brunsbüttel als Trainer. In der Saison 1972/73 wurde Böge mit Brunsbüttel Vizemeister Schleswig-Holsteins, der punktgleiche Meister Flensburg 08 besaß lediglich das bessere Torverhältnis. Hernach war Böge bis 1978 Trainer des VfR Neumünster, erreichte mit der Mannschaft 1977/78 die Aufstiegsrunde zur Oberliga Nord.
Im Vorfeld der Spielzeit 1978/79 trat Böge das Traineramt bei Holstein Kiel an, die Mannschaft war zuvor in die 2. Fußball-Bundesliga aufgestiegen. Böge löste Aufstiegstrainer Gerd Koll ab, der aus beruflichen Gründen zurücktrat. Holstein schaffte unter Böge als Tabellenvierzehnter den Klassenerhalt in der 2. Bundesliga und erreichte im DFB-Pokal das Achtelfinale. Nach der Saison 1978/79 trennten sich Böge und Holstein Kiel.
Mitte Oktober 1979 wurde Böge als Nachfolger von Werner Pokropp Trainer des FC St. Pauli (damals Oberliga). Böge führte die Mannschaft 1981 zum Gewinn des Meistertitels in der Oberliga Nord und ins Endspiel um die deutsche Amateurmeisterschaft, welches aber verloren wurde. Im Januar 1982 bot Böge seinen Rücktritt als Trainer der Hamburger an, nachdem es im Rahmen eines Heimspiels gegen Havelse von den Zuschauerrängen Unmutsbekundungen dem Trainer gegenüber gegeben hatte. Er blieb vorerst im Amt. Anfang Februar 1982 trat Böge eine mehrwöchige Kur an. Ende Februar 1982 teilte Böge der Vereinsleitung mit, aus persönlichen Gründen nach dem Ende seiner Kur nicht mehr als Trainer des FC St. Pauli tätig sein zu wollen. Michael Lorkowski, der ihn bereits während seiner Abwesenheit vertrat, wurde sein Nachfolger. Böge blieb noch bis Ende Juni 1982 Berater und Spielerbeobachter beim FC St. Pauli. Mitte April 1983 wurde er Trainer beim Hamburger Landesligisten FC Süderelbe.
Bis 1988 war er Trainer von Holsatia Elmshorn (zuletzt in der Verbandsliga Hamburg). 1986 führte er die Mannschaft ins Endspiel des Hamburger Pokalwettbewerbs, in dem Holsatia gegen den klassenhöheren FC St. Pauli verlor. In der Saison 1987/88 stieg Böge mit Holsatia aus der Verbandsliga ab. 1988/89 war Böge in der Verbandsliga Trainer von Raspo Elmshorn. 1989 gab er das Traineramt bei dem Verein an Eugen Igel ab. Böge war ab 1990 Manager des Itzehoer SV und brachte sich beim ISV zeitweise auch in die Vorstandsarbeit ein.
Beruflich war Böge in einem Zementwerk in Lägerdorf tätig.